# Hans Heinrich Noebel
Hans Heinrich Noebel (* 1. April 1921 in Misdroy; † 10. September 2016 in Bonn) war ein deutscher Diplomat, der unter anderem Botschafter in Kolumbien sowie zuletzt in Österreich war.

## Leben
Noebel begann nach dem Abitur ein Studium der Geographie an der Friedrich-Wilhelms-Universität zu Berlin, wo er zu den Studenten von Albrecht Haushofer gehörte, und absolvierte 1941 unter anderem einen Auslandsaufenthalt an der Universität Lausanne. Während dieses Aufenthalts lernte er den Diplomaten Albrecht von Kessel kennen, der damals am Konsulat in Genf tätig war.
Nach Ende des Zweiten Weltkrieges und der Gründung der Bundesrepublik Deutschland trat er 1950 in den Auswärtigen Dienst ein und war bis 1953 am Generalkonsulat in Paris tätig, das in der Zeit zur Botschaft in Frankreich umgewandelt wurde. Danach folgten mehrere Verwendungen an Auslandsvertretungen sowie der Zentrale des Auswärtigen Amtes in Bonn.
Nachdem Noebel als Vortragender Legationsrat Erster Klasse Leiter des Büros der Staatssekretäre im Auswärtigen Amt war, fungierte er seit dem 16. März 1970 als Gesandter und Ständiger Vertreter des Botschafters in den USA, Rolf Friedemann Pauls.
Noebel wurde 1978 Botschafter in Kolumbien und damit Nachfolger von Robert von Förster. Dieses Amt bekleidete er bis 1982 und wurde daraufhin von Joachim Schlaich abgelöst.
Er selbst wurde 1982 als Nachfolger von Maximilian von Podewils-Dürniz (1919–1982) neuer Botschafter in Österreich und blieb auf diesem Posten bis zu seiner altersbedingten Versetzung in den Ruhestand 1986. Nachfolger wurde danach Dietrich von Brühl.
Auch nach seinem Ausscheiden aus dem diplomatischen Dienst nahm er an Veranstaltungen teil wie zum Beispiel 2005 an einer Veranstaltung der Konrad-Adenauer-Stiftung zum 50-jährigen Jubiläum der Reise von Bundeskanzler Konrad Adenauer nach Moskau.